# Ischnomesus antarcticus
Ischnomesus antarcticus is een pissebed uit de familie Ischnomesidae. De wetenschappelijke naam van de soort is voor het eerst geldig gepubliceerd in 1979 door Schultz.